# Decasillabo
Nella metrica italiana, il decasillabo è un verso nel quale l'accento principale si trova sulla nona sillaba metrica: quindi, se l'ultima parola è piana comprende dieci sillabe, mentre se è tronca o sdrucciola ne ha rispettivamente nove oppure undici. Gli accenti metrici sono generalmente a struttura anapestica, con accenti secondari sulla terza e sesta sillaba.
_ _ ' _ _ ' _ _ ' _

## Esempi di versi decasillabi
Il decasillabo non è un verso molto comune in italiano: come l'ottonario ha una struttura costante che tende alla cantilena, ma con un ritmo ternario che rende più difficile trovare le parole giuste. Ecco alcuni esempi:
va, ti posa sui clivi, sui colli

ove olezzano tepide e molli

l'aure dolci del suolo natal.»
(dal Nabucco di Temistocle Solera e Giuseppe Verdi, Va, pensiero, vv. 1-4)
a sinistra risponde uno squillo

d'ambo i lati calpesto rimbomba

da cavalli e da fanti il terren.»
(Alessandro Manzoni, Il conte di Carmagnola, atto II, scena VI, vv. 1-4)